# ギヨーム (ブロワ伯)
ギヨーム・ドルレアン（フランス語：Guillaume d'Orléans, ? - 834年）は、フランク王国の貴族。皇帝ルートヴィヒ1世の従兄弟。ブロワ伯となり、戦死したときはルートヴィヒ1世の総司令官であった。兄はオルレアン伯ウードであり、ベルナール・ド・セプティマニーの親族でもあった。

## 生涯
834年、ナント伯ランベール1世および前オルレアン伯マトフリードに支持され、皇帝の息子ロタール1世が反乱を起こした。皇帝はギヨームと兄ウードが指揮する軍を送った。戦いは聖霊降臨の日（5月25日）の後にトゥレーヌで起こり、伯フルベルト、メーヌ伯ギーおよび帝室書記官サン＝マルタン修道院長テオドなどの貴族と共にギヨームと兄ウードは戦死した。歴史家フルーリーのアイモインによると、これらの貴族は「戦争の指導者（ductores belli）」であったという。ギヨームの名は『サンベルタン年代記』や『Vita Hludovici（皇帝ルートヴィヒの生涯）』に見られるが、ニタールの戦いに関する記録には見られない。